# Érdemes élni
Az Érdemes élni (angolul: Fried Green Tomatoes at the Whistle Stop Cafe), amely magyarul Sült zöld paradicsom címmel is megjelent, Fannie Flagg 1987-ben írott regénye.
A mű cselekménye két szálon fut: a múltban és a jelenben, s a két szál két nő barátságán keresztül fonódik össze. Evelyn Couch, a középkorú háziasszony és Ninny Threadgoode, egy szeretetotthonban élő idős asszony a két kulcsfigura. Az ő véletlen találkozásukból bontakozik ki egy mindkettejük életét megváltoztató barátság, és közben megismerjük egy család, egy kisváros történetét, az amerikai Dél sajátságos világát. A hetenkénti látogatások alkalmával Ninny felidézi fiatalsága emlékeit, s ezen keresztül az alabamai Whistle Stop városka mindennapjait, a Threadgoode család életét. Az asszony sógornője, Idgie és Idgie párja, Ruth egy kávéházat vezetett itt. Ezek a történetek és Ninny-hez való kötődése segíti Evelynt abban, hogy egy új, boldogabb életet tudjon kezdeni, Ninny pedig a történeteken és az általa szeretett emberek emlékének felidézésén keresztül újraéli fiatalságát.
A könyv alapján Sült, zöld paradicsom címmel film is készült.

## Cselekménye
|  | Alább a cselekmény részletei következnek! |

A regény egy utazás időben és térben, ahol az elbeszélő személye, a helyszínek és az idősíkok folyamatosan váltakoznak. Az olvasó számára az egyes fejezetek címe nyújt támpontot, hogy eligazodjon. Izgalmasan, az elbeszélés folyamatában törést nem okozva kapcsolódnak a történetek egymáshoz, mintegy 60 évet felölelve. Hol a városi hírlap, ’’Weems hetilapja’’ tudósításai révén, hol a Rose Terrace Szeretetházban Evelyn és idős barátnője közötti beszélgetésekből, hol más forrásokból áll össze kerek egésszé a történet. 
A regény cselekménye 1985-ben kezdődik. Evelyn Couch időnként a férjével ellátogat anyósához a birminghami idősotthonba. Minthogy anyósa nem kedveli Evelynt, ő inkább a látogatók társalgójában üldögél ilyen alkalmakkor, édességet majszolva. Boldogtalan, elhízott háziasszony, akinek az életében a fő örömforrás az evés. Egyik nap beszédbe elegyedik az otthon egyik lakójával. Ninny Threadgoode régi történeteket mesél Evelynnek, s ezek a történetek visszavezetnek az 1920-as évekbe, Whistle Stop városkába, ahol az idős hölgy élt. Ninny és Evelyn között szoros barátság szövődik. Ninny elbeszélése nyomán Evelyn soha nem látott embereket ismer meg, akiknek példájából, sorsából sokat tanul, erőt merít.
Ninny Threadgoode a népes Threadgoode család nyüzsgéssel, élettel teli házában nőtt fel, és az egyik Threadgoode-fiúhoz, Cleóhoz ment feleségül. Ninny első szerelme a fiatalabb fiú, Buddy Threadgoode volt, akinek a legfiatalabb lánytestvérrel volt a legszorosabb kapcsolata, Idgie (Imogene) Threadgoode. Egy vadóc, fiús természetű lány volt Idgie, mindenben a bátyját utánozta, elválaszthatatlanok voltak ők ketten. Idgie még vadabb lett, miután Buddyt egy vonat halálra gázolta. Buddy halála után Idgie eltűnt otthonról, és az egyetlen ember, aki tudott a hollétéről, Big George, a család afroamerikai munkása volt. Senki nem tudta hazatérésre bírni a lányt, amíg egy nyáron fel nem tűnt a városban egy bájos és szeretetreméltó fiatal nő, Ruth Jamison. Mialatt a nyári bibliaiskolában tanított,a Threadgoode-házban élt. A család és a cselédek legnagyobb örömére Idgie hazaköltözött, s láthatólag sikerült Ruth segítségével túltennie magát bátyja halálán. Idgie fülig szerelmes lett Ruthba, de a fiatal nő nemsokára visszament Georgiába, és összeházasodott egy férfival, Frank Bennettel, akinek már korábban elígérkezett. Idgie erre összeomlott, és megint elment hazulról.
Röviddel azután, hogy Ruth édesanyja meghalt, Idgie egy bibliából kitépett lapot kapott a fiatalasszonytól. Az oldal Ruth könyvéből való volt (Ruth 1:16, "Ruth pedig monda: Ne unszolj, hogy elhagyjalak, hogy visszaforduljak tőled. Mert a hova te mégy, oda megyek, és ahol te megszállsz, ott szállok meg; néped az én népem, és Istened az én Istenem."). Idgie, két bátyja, néhány barát és Nagy George elutaztak Georgiába, hogy elhozzák magukkal Ruthot. A fiatal nő el is hagyta erőszakos férjét, és beköltözött a Threadgoode-házba. Threadgoode Apus pénzt adott Idgie-nek, hogy bele kezdhessen valami üzletbe, s így a lány gondoskodni tudjon Ruthról és annak kisfiáról. Idgie arra használta fel a pénzt, hogy kávéházat nyitott, ahol Sipsey és fogadott fia, Nagy George főzött. Sipsey remek szakácsnő volt, az ő receptjeit olvashatjuk a regény végén.
A kávéház gyorsan ismertté vált a városon átmenő hobók körében, akik keresztül-kasul utaztak Amerikán a nagy gazdasági világválság idején. Itt mindig jutott a nincsteleneknek étel. 
A kávéház hosszú éveken át működött, egészen az 1950-es évekig. Idgie és Ruth fia felnőtt, sokan elköltöztek a városból. Amikor Ruth 1947-ben rákban meghalt, az élet már nem ment a régi kerékvágásban. 1955-ben Idgie-t Nagy George-dzsal együtt letartóztatták Frank Bennett, Ruth egykori férje meggyilkolásának vádjával, miután megtalálták az autóját a Whistle Stop melletti tó alján. A vád különösen Nagy George-ra nézve jelentett nagy veszélyt, mert feketeként halálbüntetés várt volna rá, ha bűnösnek találják egy fehér ember meggyilkolásában. Az ügy végül megnyugtatóan végződött, mert a helyi tiszteletes hamis tanúvallomása szerint Idgie és George Bennett eltűnése idején a baptista táborban évenként megrendezésre kerülő háromnapos ünnepélyes sátorverésen vettek részt. Valószínűleg a lelkész azért állt ki Idgie mellett, mert ő hozta ki a fiát egyszer a börtönből. Bennett holttestét soha nem találták meg, de a regény vége felé kiderül, hogy Bennett halálához valóban köze volt Nagy George-nak. Frank egy éjszaka eljött, hogy elrabolja Ruthtal közös gyermeküket, de Sipsey, George anyja megakadályozta. Leütötte a férfit egy vasserpenyővel. Sipsey babonából levágta és elásta a halott fejét, míg fia feldarabolta a hullát és a disznóhússal együtt megfőzte az üstben. A pecsenyét aztán feltálalta a detektíveknek, akik Frank eltűnése ügyében jelentek meg a városban, és kérdezősködtek a kávéházban is.
Mrs. Threadgoode történetei nyomán Evelynben kérdések merülnek fel az élete értelmét illetően. Kezd ráeszmélni arra is, hogy mennyire elhibázott dolog volt, hogy mások véleményéhez igazította az életét, hogy mindig azzal törődött, mit gondolnak róla az emberek. Amikor erőfeszítései arra, hogy a férjével rendezze a kapcsolatát, rendre kudarcot vallanak, Idgie története, a nő merészsége, bátorsága az, amely inspirálólag hat rá. Egy bevásárlás alkalmával Evelyn összetűzésbe kerül egy fiatal férfival, aki becsmérlő szavakkal illeti az asszonyt. Ez az incidens hosszú évek elfojtott dühét szabadítja fel benne. Még egy alteregót is kreál magának, Bosszúálló Towandát, egy hipererőszakos, amazonszerű karaktert, aki leszámol mindenkivel, aki arra érdemes: a gyerekmolesztálóktól kezdve az erőszakos férjeken át a kábítószer-kereskedőkig. Evelyn azonban kezdi kényelmetlenül érezni magát attól, hogy mekkora elégedettséggel tölti el a rombolás, pusztítás vágya, a férfigyűlölet, és megvallja ezt Mrs. Threadgoode-nak. Evelyn Ninny javaslatára munkát szerez a Mary Kay Cosmeticsnél, és elkezd hormonokat szedni a változó kori tünetek csökkentésére. Egész életszemlélete gyökeresen megváltozik Ninny hatására, s a túlsúlyos, depressziós asszony valósággal megfiatalodik. A Mary Kay-féle kozmetikumok reklámozásában rövid idő alatt sikereket ér el tanácsadónőként. Elutazik egy gyógyüdülőbe, ahol jelentős súlyfölöslegtől szabadul meg, és barátokat szerez. Itt, a táborban kapja kézhez azt a levelet, amelyben értesül Mrs. Threadgoode haláláról. Evelyn ennek nyomán látogat el Whistle Stopba, ahol átadják neki az idős barátnője által ráhagyott fényképeket és más apróságokat. A városkában tett látogatása során nagy meglepetésként éri, hogy még élnek néhányan azok közül, akiket Ninny történeteiből megismert, és találkozhat velük.
|  | Itt a vége a cselekmény részletezésének! |

## Témák
Az írónő kényes témákat feszeget regényében, s mindezt könnyedséggel, humorral teszi. A másság, a kisebbségi lét áll a mű középpontjában, annak széles spektrumát vonultatja fel. Bőrszín, nemi hovatartozás, testi vagy szellemi fogyatékosság, rossz anyagi helyzet, életkor vagy akár a túlsúly: ezek mind-mind olyan tényezők, amelyek támadás célpontjává tehetik az embert, s a többségi társadalom ellenszenvét vívhatják ki. A másság iránti tolerancia lehet a könyv üzenete.
Maga az írónő is nyíltan vállalja, hogy saját neméhez vonzódik. A regény központi figurái, Idgie és Ruth összetartozását konkrétan nem minősítették leszbikus kapcsolatnak a kisváros lakói, de mindenki tisztában volt kettejük viszonyának jellegével, és tolerálták azt. A regényben a leszbikusság alapmotívum, ami viszont a filmváltozatban már nem jelenik meg. Ott Ruth és Buddy Threadgoode között szövődik szerelem. A film azt sejteti, hogy Ruth soha nem tette magát túl Buddy halálán.
A regény egy olyan problematikával is komolyan foglalkozik, ami főleg a nőket érinti rosszul. Evelyn és Mrs. Threadgoode karakterén keresztül vizsgálja az öregedést, annak fizikai és lelki velejáróit. A mű láttatja velünk, hogyan éli meg Evelyn a változó kort, és Mrs. Threadgoode időskori állapotromlását.
Kiemelt téma még a regényen belül a négerekkel szembeni előítéletesség. Nagy George családjának történetén keresztül több nemzedéknyi afroamerikai sorsába nyerünk betekintést, egy olyan időszakban (1920-as évektől 1980-as évekig), amikor a rasszizmus erőteljesen érvényesült az amerikai társadalomban.
A halál és annak feldolgozása a másik fontos téma a regényben. Buddy, Ruth, Ruth férje és Ninny a fő karakterek, s haláluk nagyon eltérő formája több irányból segít megközelíteni az elmúlást. Nagyon sajátos, ahogyan az írónő megvilágításában még az emberölés és az eutanázia is erkölcsileg menthetővé, igazolhatóvá válik.
Irodalmi témaként jelenik meg a regényben az étel, a hozzá való pozitív és negatív viszonyulás, a gasztronómia. Akár gasztroregénynek is nevezhetnénk. Az írónő a könyv végén recepteket is közöl, azon ételekét, amelyeket a kávéházban felszolgáltak.

## A történet háttere
A "Whistle Stop kávéházat” az írónő egy létező, 1928-ban alapított étteremről mintázta, amely Fannie Flagg szülőhelyének közelében található. Az Irondale Cafe az alabamai Irondale városában a mai napig működik, s nevezetes a sült zöldparadicsomáról.

## A regény fogadtatása
A regény 36 héten keresztül vezette a The New York Times bestseller listáját. Harper Lee a következőképpen méltatta a művet: "A repülőgépek és a televízió eltüntették a Threadgoode-okat az amerikai Dél színpadáról. Szerencsénkre, Fannie Flagg megőrizte őket egy humoros, szívbe markoló elbeszélésben, megörökítve életük gazdagságát, távozásuk szomorúságát."

## Magyarul
- Érdemes élni; ford. Szekeres Gábor; Delej, Bp., 1994
- Sült zöld paradicsom; ford. Nagy Nóra; Ulpius-ház, Bp., 2006

## Film
Flagg regényét megfilmesítették Fried Green Tomatoes címen, és 1991-ben került a mozikba. A filmadaptáció középpontjában a barátság és a szerelem áll.
A filmet két Oscar-díjra jelölték, és megkapta a melegekkel szembeni előítéletesség ellen küzdő szervezet, a Gay & Lesbian Alliance Against Defamation (GLAAD) díját.

## Fordítás
- Ez a szócikk részben vagy egészben  a   Fried Green Tomatoes At The Whistle Stop Cafe című angol Wikipédia-szócikk fordításán alapul.  Az eredeti cikk szerkesztőit annak laptörténete sorolja fel. Ez a jelzés csupán a megfogalmazás eredetét és a szerzői jogokat jelzi, nem szolgál a cikkben szereplő információk forrásmegjelöléseként.